# Liste der Gebietsänderungen in Thüringen 1991
Die Liste der Gebietsänderungen in Thüringen 1991 enthält Änderungen an Gemeindegebieten des Landes Thüringen in der Zeit vom 1. Januar 1991 bis zum 31. Dezember 1991. Dazu zählen unter anderem Zusammenschlüsse und Trennungen von Gemeinden, Eingliederungen von Gemeinden in eine andere, Änderungen des Gemeindenamens und Umgliederungen von Teilen einer Gemeinde in eine andere.

In der Liste befindet sich auch die Neubildung zweier Gemeinden im Jahr 1990.

## Legende
- Datum: juristisches Wirkungsdatum der Gebietsänderung
- Gemeinde vor der Änderung: Gemeinde vor der Gebietsänderung
- Maßnahme: Art der Gebietsänderung
- Gemeinde nach der Änderung: Gemeinde nach der Gebietsänderung
- Landkreis: Landkreis der Gemeinde nach der Gebietsänderung

Die Sortierung erfolgt chronologisch: Datum, kreisfreie Städte, Landkreise, aufnehmende oder neu gebildete Gemeinde. Heute noch bestehende Gemeinden sind farbig unterlegt.

## Liste
| Datum      | Gemeinde vor der Änderung                  | Maßnahme        | Gemeinde nach der Änderung | Landkreis      |
| ---------- | ------------------------------------------ | --------------- | -------------------------- | -------------- |
| 02.12.1990 | Quittelsdorf OT Leutnitz                   | Neubildung      | Leutnitz                   | Rudolstadt     |
| 02.12.1990 | Dorndorf OT Rödelwitz                      | Neubildung      | Rödelwitz                  | Rudolstadt     |
| 01.01.1991 | Neusiß OT Rippersroda                      | Umgliederung    | Plaue                      | Arnstadt       |
| 01.01.1991 | Krossen/Elster                             | Namensänderung  | Crossen an der Elster      | Eisenberg      |
| 01.01.1991 | Bischhagen Mengelrode Siemerode Streitholz | Zusammenschluss | Hohes Kreuz                | Heiligenstadt  |
| 01.01.1991 | Hetschbach                                 | Eingliederung   | Veilsdorf                  | Hildburghausen |
| 01.01.1991 | Oberlemnitz                                | Eingliederung   | Lobenstein                 | Lobenstein     |
| 01.01.1991 | Hümpfershausen OT Friedelshausen           | Neubildung      | Friedelshausen             | Meiningen      |
| 01.06.1991 | Geißendorf                                 | Eingliederung   | Berga/Elster               | Greiz          |
| 15.06.1991 | Flinsberg                                  | Eingliederung   | Heilbad Heiligenstadt      | Heiligenstadt  |
| 01.07.1991 | Kalteneber                                 | Eingliederung   | Heilbad Heiligenstadt      | Heiligenstadt  |
| 01.10.1991 | Wiesenfeld                                 | Eingliederung   | Geisa                      | Bad Salzungen  |
| 03.10.1991 | Altendambach Erlau Hirschbach              | Eingliederung   | St. Kilian                 | Suhl           |
| 11.11.1991 | Rengelrode                                 | Eingliederung   | Heilbad Heiligenstadt      | Heiligenstadt  |
| 10.12.1991 | Berteroda Madelungen Neukirchen Stregda    | Zusammenschluss | Lerchenberg                | Eisenach       |